# MVMT
MVMT, officiellement MVMT Watches Inc., est une entreprise d'horlogerie basée à Los Angeles qui vend des montres à quartz, ainsi que des lunettes de soleil. La société a été fondée en juin 2013 et a été acquise par Movado en août 2018.
MVMT a été cofondé par Jake Kassan et Kramer LaPlante après une collecte réussie de deux campagnes de financement participatif sur Indiegogo.